# Константино-Еленинский храм (Политотдельское)
Константино-Еленинский храм  — православный храм в селе Политотдельское, Матвеево-Курганского района Ростовской области,  Ростовской и Новочеркасской епархии Матвеево-Курганское благочиние Русской Православной церкви.
Адрес: 346977, Ростовская область, Матвеево-Курганский район, село Политотдельское, ул. Гардемана, 25.

## История
В  местечке Милость Куракина Ростовского уезда (ныне село Политотдельское) была построена Константино-Еленинская церковь. Освящение церкви состоялось в 1852 году. Церковь строилась на средства Елены Васильевны Шабельской в память о своём муже, Шабельском Помпее Павловиче.  Это была каменная с железною оградою, пятикупольная, однопрестольная церковь  в честь Святых Равноапостольных Константина и Елены. Около церкви были построены, принадлежащие приходу, дом священника, амбар и сторожка. Содержание прихода-120 десятин земли. Количество прихожан-1598. 
В 1894 году при церкви открыта Женская школа грамоты.
В 1939 году церковь была полностью снесена. 
В 1958 году на месте церкви открыта Политотдельская средняя школа.
Долгое время в селе не было храма.
В 90-е годы XX века в селе началось постепенное возрождение духовной жизни. Администрация села, по ходатайству верующих, выделила для совершения богослужений, реконструированное в 1997 году помещение под молитвенный дом.
До 2005 года богослужения в молитвенном доме проводили 12 священников. Позднее настоятелем Константино-Еленинского храма был назначен иеромонах Кирилл. В 2005-2006 годах созданный приход оформлял здание молитвенного дома, здание бывшей сельской аптеки и землю в собственность.
В 2007 году проводилась реконструкция здания храма, а также обустройство строения бывшей аптеки под воскресную школу.
В 2008-2009 годах в храме заменили газовый котел, установили новые двери, окна, в помещения молитвенного дома и воскресной школы была проведена вода.
В 2010 году для храма была куплена малая звонница, в 2011-2012 годах была построена деревянная звонница, где разместили приобретенные колокола.  В 2012 году работы по реконструкции молитвенного дома продолжились, был начат ремонт здания воскресной школы. В 2013 году на трассе села Политотдельское-Матвеев-Курган был установлен Поклонный крест и Икона Архангела Михаила, благоустраивалась территория вокруг храма.

## Священнослужители
В настоящее время настоятелем Константино-Еленинского храма является иеромонах  Кирилл (Кириллов).